# Sylvie Desmarescaux
Sylvie Desmarescaux est une personnalité politique française, née le 6 septembre 1950 à Bergues (Nord). 

## Biographie
Assistante sociale de profession, elle a été élue sénatrice du Nord le 23 septembre 2001. Elle a occupé la position de secrétaire jusqu'en septembre 2011.

## Autres mandats
- Maire de Hoymille de 2001 à 2014.
- Présidente de l'Observatoire Interministériel de l'Accessibilité
- Vice-présidente de la Communauté de communes du canton de Bergues
- Membre du groupe français de l'Union Interparlementaire
- Chargée d'une mission temporaire auprès du Haut-Commissaire aux solidarités actives contre la pauvreté.